# Lijst van gemeenten in Argeș

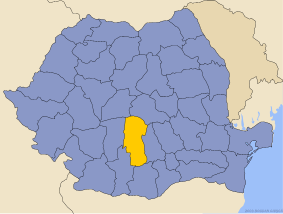
ligging district Argeș in Roemenië

Dit is de lijst van gemeenten in Argeș
1. Albeștii de Argeș
2. Albeștii de Muscel
3. Albota
4. Aninoasa
5. Arefu
6. Băbana
7. Băiculești
8. Bălilești
9. Bârla
10. Bascov
11. Beleți-Negrești
12. Berevoești
13. Bogați
14. Boteni
15. Boțești
16. Bradu
17. Brăduleț
18. Budeasa
19. Bughea de Jos
20. Bughea de Sus
21. Buzoești
22. Căldăraru
23. Călinești
24. Căteasca
25. Cepari
26. Cetățeni
27. Cicănești
28. Ciofrângeni
29. Ciomăgești
30. Cocu
31. Coșești
32. Corbeni
33. Corbi
34. Cuca
35. Dâmbovicioara
36. Davidești
37. Dobrești
38. Domnești
39. Drăganu
40. Dragoslavele
41. Godeni
42. Hârsești
43. Hârtiești
44. Izvoru
45. Leordeni
46. Lerești
47. Lunca Corbului
48. Mălureni
49. Mărăcineni
50. Merișani
51. Micești
52. Mihăești
53. Mioarele
54. Miroși
55. Moșoaia
56. Morărești
57. Mozăceni
58. Mușătești
59. Negrași
60. Nucșoara
61. Oarja
62. Pietroșani
63. Poiana Lacului
64. Poienarii de Argeș
65. Poienarii de Muscel
66. Popești
67. Râca
68. Rătești
69. Recea
70. Rociu
71. Rucăr
72. Sălătrucu
73. Săpata
74. Schitu Golești
75. Slobozia
76. Stâlpeni
77. Stoenești
78. Stolnici
79. Suseni
80. Ștefan cel Mare
81. Teiu
82. Tigveni
83. Țițești
84. Uda
85. Șuici
86. Ungheni
87. Valea Danului
88. Valea Iașului
89. Valea Mare-Pravăț
90. Vedea
91. Vlădești
92. Vulturești

Alba · Arad · Argeș · Bacău · Bihor · Bistrița-Năsăud · Botoșani · Brașov · Brăila · Buzău · Caraș-Severin · Călărași · Cluj · Constanța · Covasna · Dâmbovița · Dolj · Galaţi · Giurgiu · Gorj · Harghita · Hunedoara · Ialomița · Iași · Ilfov · Maramureș · Mehedinți · Mureș · Neamț · Olt · Prahova · Satu Mare · Sălaj · Sibiu · Suceava · Teleorman · Timiș · Tulcea · Vaslui · Vâlcea · Vrancea